# Aldin Turkeš
 (août 2025).
Aldin Turkeš, né le 22 avril 1996 à Zoug, est un footballeur helvético-bosnien évoluant au poste d'attaquant dans le Club suisse de Lausanne Sport.

## Biographie
Né le 22 avril 1996 à Zoug, Aldin Turkes grandit à Rotkreuz, dans le canton de Zoug, dans une famille d’origine bosnienne,. Il commence sa carrière dans le mouvement junior du FC Lucerne, avant de rejoindre celui de Grasshopper, où il découvre le football des adultes avec l’équipe des moins de 21 ans en 1re ligue. 
Avec l'équipe de Suisse des moins de 19 ans, il inscrit sept buts. Il marque notamment deux doublés, contre la Grèce et Gibraltar.
Durant la saison 2014-2015, il rejoint le club rival du FC Zurich, d’abord avec l’équipe espoirs en Promotion League, puis avec l’équipe première, où il fait ses débuts en Super League durant la saison 2015-2016. Il rejoint le FC Vaduz en 2016, avant d’être prêté puis transféré au FC Rapperswil-Jona.
Le 16 octobre 2018, il inscrit un but avec l'équipe de Bosnie-Herzégovine espoirs, contre le Portugal. Ce match perdu 4-2 rentre dans le cadre des éliminatoires de l'Euro espoirs 2019.
Le 26 juin 2019, après avoir terminé meilleur buteur de Challenge League 2018-2019 (ex aequo avec le joueur du SC Kriens Nico Siegrist (en), tous deux à 16 réalisations) malgré la relégation du Rapperswil-Jona en fin de saison, Turkeš rejoint le FC Lausanne-Sport, palliant le départ de Francesco Margiotta quelques jours plus tôt au FC Lucerne, . La première saison de Turkes est une franche réussite puisque l'attaquant inscrit 25 buts toutes compétitions confondues, dont 22 en Challenge League.
Le joueur démarre bien la saison suivante mais est victime d'une rupture des ligaments croisés. Cette blessure le tiens éloigné des terrains jusqu'à la fin de saison 2020-2021 et il ne peut pas jouer pendant toute la saison 2021-2022. Lausanne redescend en deuxième division.

## Statistiques
| Saison                | Club                      | Championnat           | Championnat | Championnat | Coupe(s) nationale(s) | Coupe(s) nationale(s) | Compétition(s) continentale(s) | Compétition(s) continentale(s) | Compétition(s) continentale(s) | Total | Total |
| Saison                | Club                      | Division              | M.          | B.          | M.                    | B.                    | Comp.                          | M.                             | B.                             | M.    | B.    |
| 2013-2014             | Grasshopper U21           | 1re ligue             | 2           | 1           | -                     | -                     | -                              | -                              | -                              | 2     | 1     |
| 2014-2015             | Grasshopper U21           | 1re ligue             | 10          | 4           | -                     | -                     | -                              | -                              | -                              | 10    | 4     |
| Sous-total            | Sous-total                | Sous-total            | 12          | 5           | -                     | -                     | -                              | -                              | -                              | 12    | 5     |
| 2014-2015             | FC Zurich U21             | Promotion League      | 8           | 2           | -                     | -                     | -                              | -                              | -                              | 8     | 2     |
| 2015-2016             | FC Zurich U21             | Promotion League      | 19          | 12          | -                     | -                     | -                              | -                              | -                              | 19    | 12    |
| Sous-total            | Sous-total                | Sous-total            | 27          | 14          | -                     | -                     | -                              | -                              | -                              | 27    | 14    |
| 2015-2016             | FC Zurich                 | Super League          | 7           | 0           | -                     | -                     | -                              | -                              | -                              | 7     | 0     |
| Sous-total            | Sous-total                | Sous-total            | 7           | 0           | -                     | -                     | -                              | -                              | -                              | 7     | 0     |
| 2016-2017             | FC Vaduz                  | Super League          | 24          | 1           | 3                     | 10                    | -                              | -                              | -                              | 27    | 11    |
| 2017-2018             | FC Vaduz                  | Challenge League      | 16          | 1           | 1                     | 5                     | C3                             | 4                              | 2                              | 21    | 8     |
| 2017-2018             | FC Rapperswil-Jona (prêt) | Challenge League      | 15          | 8           | -                     | -                     | -                              | -                              | -                              | 15    | 8     |
| Sous-total            | Sous-total                | Sous-total            | 55          | 10          | 4                     | 15                    | -                              | 4                              | 2                              | 63    | 27    |
| 2018-2019             | FC Rapperswil-Jona        | Challenge League      | 34          | 16          | 3                     | 3                     | -                              | -                              | -                              | 37    | 19    |
| Sous-total            | Sous-total                | Sous-total            | 34          | 16          | 3                     | 3                     | -                              | -                              | -                              | 37    | 19    |
| 2019-2020             | FC Lausanne-Sport         | Challenge League      | 34          | 22          | 4                     | 3                     | -                              | -                              | -                              | 38    | 25    |
| 2020-2021             | FC Lausanne-Sport         | Super League          | 13          | 6           | 1                     | 1                     | -                              | -                              | -                              | 14    | 7     |
| 2021-2022             | FC Lausanne-Sport         | Super League          | -           | -           | -                     | -                     | -                              | -                              | -                              | 0     | 0     |
| 2022-2023             | FC Lausanne-Sport         | Challenge league      | 12          | -           | 2                     | 2                     | -                              | -                              | -                              | 14    | 2     |
| Sous-total            | Sous-total                | Sous-total            | 34          | 22          | 4                     | 3                     | -                              | -                              | -                              | 38    | 25    |
| Total sur la carrière | Total sur la carrière     | Total sur la carrière | 169         | 67          | 11                    | 21                    | -                              | 4                              | 2                              | 184   | 90    |

## Palmarès
- Champion de Suisse de D2 en 2020 avec le FC Lausanne-Sport
- Meilleur buteur de Challenge League en 2018-2019 (à égalité avec Nico Siegrist et en 2019-2020.